# Eastern Suburbs AFC
Eastern Suburbs AFC – nowozelandzki klub piłkarski z siedzibą w Auckland. Klub powstał w 1934 w wyniku fuzji zespołów Tamaki United AFC (założony w 1924) i Glen Innes (założony w 1930).  Występuje w rozgrywkach New Zealand Football Championship.

## Osiągnięcia
- Mistrzostwo Nowej Zelandii (2): 1971[a], 2019;
- Zdobywca Chatham Cup (6): 1951, 1953, 1965, 1968, 1969 i 2015;
- Zwycięzca Northern League (3): 1965, 1966, 2015;
- Auckland FA Champions (6): 1948, 1950, 1951, 1952, 1953, 1957 i 1962[1][2].